# Милликен, Роджер
Роджер Милликен (англ. Roger Milliken; 24 октября 1915 года, Нью-Йорк, США — 30 декабря 2010 года, Спартанберг, Южная Каролина, США) — американский миллиардер и благотворитель.

## Биография
Родился в семье владельцев одной из старейших в США текстильных корпораций. В 1937 году окончил Йельский университет. Там он вступил в братство «Волчья голова» («Wolf’s Head»). В 1947 году он унаследовал компанию своего деда «Milliken & Co.», превратив её в крупнейшую текстильную компанию в мире, имеющую свыше 10 000 партнеров.
Принимал активное участие в политической жизни Соединённых Штатов, являлся одним из ведущих спонсором Республиканской партии.
В 1996 году был одним из трех промышленных советников в президентской кампании Патрика Дж. Бьюкенена. Осуществлял значительные пожертвования для ведущих консервативных организаций страны: «Sharp Pencil PAC», «Bob Barr Leadership Fund», «Peace Through Strength PAC», «Fund for America’s Future» и «Freedom’s Defense Fund».
В 2008 году поддержал на президентских выборах кандидатуру калифорнийского конгрессмена Дункана Хантера, который активно проводит кампании против нелегальной иммиграции и в поддержку экономического протекционизма.
В 2008 году капитал бизнесмена оценивался в 1 миллиард долларов.